# Disney Village
 (août 2024).
Disney Village, anciennement Festival Disney, est une zone commerciale et de divertissements située au cœur de Disneyland Paris, dans des édifices conçus à l'origine par l'architecte Frank Gehry mais depuis la zone a évolué, s'éloignant du thème original.
Cette zone est placée entre, d'un côté, les deux parcs à thèmes, parc Disneyland et Walt Disney Studios, les gares de TGV, RER et de bus ainsi que le Disneyland Hôtel ; de l'autre le lac Disney et cinq hôtels Disney.
Disney Village accueille de nombreuses boutiques, des restaurants et quelques divertissements.

## L'histoire et le concept
Frank Gehry a d'abord conçu les bâtiments du centre de divertissements, puis Disney chercha des utilisations aux espaces créés. Ce sont des formes brutes avec des matières comme l'aluminium. Des tours métalliques supportent un maillage simulant un ciel étoilé.
L'ensemble ouvrit en avril 1992. Par la suite, Disney ajouta plusieurs restaurants et divertissements, et effectua divers changements. Par exemple, les toits des bâtiments, qui étaient au début bleus et noirs, furent remplacés par du rouge et du noir.
En 1995, Disney ouvrit un Planet Hollywood devant l'entrée de Legends of the Wild West, suivi peu de temps après par la première tranche du cinéma Gaumont (huit salles). Ils ont remplacé une esplanade qui permettait de présenter certains animaux du spectacle de Buffalo Bill. Une statue en bois d'un cowboy sur un cheval cabré a disparu à cette occasion. L'entrée de Buffalo est encore en partie visible derrière la salle 1 du Gaumont et sur des photos satellites, elle est caractéristique par sa forme, un bloc de couleur rouge. Avec l'ajout du Planet Hollywood, et d'autres changements, l'œuvre de Gehry a été en grande partie masquée voire « détériorée ». Ainsi, les colonnes de métal ont été extrudées afin d'y placer des comptoirs de nourriture, un studio de DJ ou des statues.

### Évolution
Actuellement, le Disney Village subit une politique d'évolution : en décembre 2005, les colonnes centrales ont été retirées ainsi que le ciel étoilé, remplacé par des ballons gonflables.
Une salle de jeux d'arcades, d'abord supprimée au profit du complexe Nex Arcade situé à côté de l'IMAX, a été rouverte dernièrement à l'angle du Sports Bar et du Disney Store. Ce complexe, éloigné, n'étant pas d'accès prioritaire pour les visiteurs (rien d'autre qu'un parking au bout de l'allée, pour l'instant), une partie des visiteurs du Disney Village n'en ont pas connaissance. Les prochaines évolutions de cette zone amélioreront la visibilité du complexe de loisirs Nex Arcade, et étendront le Disney Village à cette partie, qui accueille durant les vacances de Noël le marché de Noël du Disney Village.
La butte reliant le Village aux parcs a aussi subi des modifications (ajout de dalles associées aux Fantasia Gardens et à la Place des Frères Lumière…).
Plus récemment, des espaces verts ont été ajoutés un peu partout et les terrasses ouvertes du Café Mickey, du King Ludwig's Castle ainsi que du Billy Bob's Country Western Saloon, ont été fermées permettant ainsi d'augmenter la capacité de ces restaurants.
Un World of Disney à côté du multiplexe Gaumont Disney Village est ouvert depuis le 12 juillet 2012.
Le 12 décembre 2016, le restaurant italien Vapiano ouvre ses portes au Disney Village.
En juin 2018, le cinéma Gaumont passe en technologie 4DX.
Une évolution importante (projet terminé à 95 %) de la zone commerciale est prévue dans les années à venir et fut annoncée lors de la première et deuxième session de l'événement InsidEars.
Le site est de plus englobé dans la phase IV du projet d'extension de la ZAC des Studios, annoncée en 2011, ayant pour but de créer à terme un centre des congrès, des nouveaux hôtels, l'extension du Disney Village, la création d'une gare routière près du parking Vinci et d'une sortie de la gare RER ainsi qu'une réorganisation du secteur avec notamment une refonte de l'avenue Paul Séramy.
Le 21 mars 2022, Disneyland Paris annonce la rénovation et l'extension du Disney Village. Les travaux, qui transforment et donnent une nouvelle identité visuelle à la zone commerciale, débutent fin 2022 et se poursuivront sur plusieurs années. En 2023, le Café Mickey est remplacé par une brasserie française nommée Rosalie, gérée par le Groupe Bertrand.

## Un lieu de loisirs
Un parking Vinci de trois étages a ouvert ses portes le 3 décembre 2004 entre le Disney Village et les Walt Disney Studios sur la plateforme construite en 1992 au-dessus des voies de chemins de fer (TGV et RER).

### Les divertissements
- Le ballon PanoraMagique qui s'élève à cent mètres au-dessus du Disney Village, vol en fonction des conditions météo.
- La Marina est juste à côté du Ballon PanoraMagique. Cet endroit, vous propose de faire du bateau à pédales ou encore de la barque électrique sur le Lac Disney. À ce jour la marina est désormais fermée et il n'est plus possible de se balader sur le Lac Disney.
- Le Gaumont Disney Village offre quinze salles de cinéma dont une salle IMAX (écran de 26 m de base) ouverte depuis avril 2005 et une salle de jeux.

Le cinéma fut construit en mai 1997 avec huit salles. Il a été agrandi en 2002, passant de huit à quinze salles. Les salles supplémentaires ont été construites au-dessus des salles 2 à 8, reliées par escalators. La salle IMAX a été ajoutée dans le prolongement du bâtiment et possède une entrée et un hall propres au deuxième étage du bâtiment. Il est relié par un couloir au reste du multiplexe.
À la suite d'une étude en 2010, voici le détail des salles (pour les écrans hauteur × largeur) : la salle no 1 compte 636 places pour un écran de 25×11 m. La salle no 2 compte 369 places et possède un écran de 14×6 m. La salle no 9 compte 346 places et possède un écran de 14×6 m. La salle IMAX no 11 (IMAX 100 % numérique avec 12 000 watts de puissance sonore - système modifié en 2017/2018 - et de nouveaux projecteurs 4K à laser à venir en 2017 / 2018 remplaçant les 2 anciens de 2K à ampoules au xénon) compte 575 fauteuils avec un écran de 26 m de base par 15 m de haut. Les autres salles disposent d'écrans ayant une largeur oscillant entre 9 et 12 mètres de base.
- Billy Bob's Country Western Saloon est un salon texan de trois étages avec une scène au rez-de-chaussée ayant une forme de théâtre.
- Le Sports Bar est un bar et snack avec pour thème le sport.
- La Lucky Dance Party un spectacle gratuit de danse interactif pour apprendre à danser, animé par Lucky. Présenté de 2001[6] à 2005[7],[8] sur la scène centrale en plein air, c'est au départ d'une durée de 45 minutes chaque vendredi à 20h30 puis le spectacle est passé à une durée de 1h30 pour 3 éditions par an. Depuis 2005, le spectacle est proposé sur la nouvelle scène en plein air pour chaque Halloween[9] vers le 30 octobre pendant plusieurs jours dans un format de 25 minutes. Depuis 2010, la Lucky Dance Party est chaque 31 décembre à 21h proposée dans sa durée de 1h30 aux Walt Disney Studios pour la nuit du Nouvel an[10].

### Les restaurants
- Rainforest Cafe (et sa boutique) sur le thème de la forêt vierge (ce restaurant remplace depuis 1997 le Key West Seafood spécialisé dans les poissons).
- La Grange – Billy Bob's Country Western Saloon est un restaurant situé dans les étages du saloon proposant un buffet de spécialités texanes.
- Annette's Diner est un café-restaurant de type fast-food évoquant les années 1950 principalement Happy Days. En 2002, construction d'un étage (agrandissement). Depuis 2004, un service à emporter est disponible à droite de l'entrée.
- New York Style Sandwiches est un restaurant proposant des sandwiches et autres hamburgers.
- The Steakhouse est un restaurant de spécialités de viande rouge sur le thème de Chicago.
- McDonald's est un fast-food (restauration rapide) à la décoration originale, celle-ci est inspirée des théâtres italiens (il est situé derrière le Rainforest Cafe).
- Starbucks Coffee ouvert depuis le 20 juin 2009 à la place du Buffalo Trading Company.
- Earl of Sandwich est un restaurant spécialisé dans la confection de sandwiches, ouverture en juin 2011.
- Vapiano a ouvert ses portes en décembre 2016. Il propose des plats méditerranéens aux accents italiens préparés devant les clients avec des produits frais.
- Five Guys a ouvert le 6 mars 2017 et propose entre autres hamburgers, hot-dogs et frites.
- The Royal Pub ouvert depuis le 17 février 2023 à la place du King Ludwig's Castle.
- La Brasserie Rosalie a ouvert le 8 décembre 2023 à la place du Café Mickey et propose des plats typiquement français[11].

### Les boutiques
- Art Gallery est une déclinaison du concept Disney Gallery, proposant des œuvres d'art Disney, des Collectibles, des figurines en résine et bois, des figurines Lenox (porcelaines fines dorées à l'or fin), des posters, ou encore de la vaisselle chic. Des tableaux numérotés sont disponibles à l'achat ; on y trouve aussi des objets de collection, voire des raretés…
- Disney Fashion est une ancienne boutique d'articles de sport (Team Mickey avant 2007) devenue une boutique « tendance » de vêtements urbains pour les bébés, les enfants (filles et garçons) ainsi que des vêtements pour femmes haut de gamme.
  - Team Mickey (avant 2007) était une boutique sur le thème du sport, essentiellement de vêtements, avec une piste d'athlétisme au sol.
- Lego Store est une boutique vendant des articles Lego ouverte en 2014, en remplacement de la boutique Hollywood Pictures Store[12],[13].
- World of Toys est une boutique sur les jouets, elle contient tout l'univers des enfants allant des jouets pour enfant en bas âge (de 0 à 3 ans) aux jouets pour les plus grands enfants. On y trouve des peluches, des costumes, de la papeterie, de la confiserie ainsi que des accessoires qu'on ne trouve pas ailleurs comme les articles de baseball.
- Disney Store reprend des articles Disney proposés dans le parc. La boutique fut agrandie en 1998 avec le déménagement du bureau de poste dans la gare TGV.
- Rainforest Cafe Store est la boutique située à l'entrée du Rainforest Cafe.
- World of Disney est une vaste boutique de 2 620 m2 remplie de divers articles sur l'univers de Disney, elle est ouverte depuis le 12 juillet 2012[14] (1 400 m2 sont consacrés à la vente ; surface restante : réserve et locaux administratifs du personnel ; positionnement à l'entrée du Disney Village, le multiplexe Gaumont étant en arrière-plan).

## Projets annulés
Différents projets ont émergé chez Disney :
- Une salle de concert-musée sur Michael Jackson (basé sur la tournée History), celle-ci devait remplacer la salle de Crescendo ;
- Un projet de spectacle voulait proposer de faire un spectacle sur Lucky Luke en lieu et place de celui de Buffalo Bill.

## Établissements fermés

### Divertissements
- Le spectacle aquatique Crescendo de Muriel Hermine, fermé après la tempête de 1999, le chapiteau ayant été arraché sous l'effet du vent ;
- Hurricane's, une discothèque située au-dessus du Rainforest Cafe, fermée le 14 mars 2010 ;
- Buffalo Bill Wild West Show, un diner-spectacle sur Buffalo Bill avec chevaux et bisons ;
- Nex Arcade, une salle de jeux vidéo de 150 m2 proposant des bornes d'arcades, des jeux de palets et autres simulateurs. Ouverte le 10 octobre 2005 sous la salle IMAX et son hall, elle est remplacée par les restaurants Five Guys et Vapiano à partir de 2016.

### Restaurants
- Key West Seafood', un restaurant situé sous Hurricane's avant d'être remplacé par Rainforest Cafe en 1997 ;
- Rock'n'Roll America ferme en 2003 et est remplacé par le King's Ludwig Castle.
- Café Mickey fermé en 2022, un restaurant de cuisine internationale et un lieu où apparaissaient les personnages Disney (ce restaurant avait remplacé depuis 2001 le Los Angeles Bar and Grill spécialisé dans la cuisine californienne avec des pizzas et des spaghettis).
- Planet Hollywood fermé en 2023, avait ouvert durant l'été 1996 dans un bâtiment spécialement ajouté avec une sphère bleue et un escalier.
- King Ludwig's Castle fermé en 2023, était un restaurant de spécialités allemandes et principalement de la Bavière ouvert en 2003.

### Boutiques
- La boutique Streets of America Shop (qui propose des souvenirs de différentes villes américaines) est remplacée par Rock'n'Roll America' en juin 1993 ;
- La boutique Surf Shop est remplacée par World of Toys en 1993 ;
- Buffalo Trading Company, une boutique située entre le King Ludwig's Castle et le Billy Bob's Country Western Saloon proposant des articles du western. Elle ferme définitivement ses portes le 26 janvier 2009 pour laisser place à un café Starbucks. Les articles de cette boutique ont été transférés vers les autres boutiques du même style ;
- Hollywood Pictures Store, une boutique consacrée aux films Disney avec notamment les collections Pirates des Caraïbes, High School Musical, Camp Rock, Star Wars, L'étrange Noël de M. Jack, Buzz l'éclair, Cars, La Quatrième dimension (Hollywood Tower Hotel), ainsi que la même sélection de CD qui était légalement en vente en grande distribution. Il s'y trouve également plusieurs accessoires et costumes tels que des perruques, des épées… Cette boutique a été remplacée par un concept store LEGO[15],[16].
- Planet Hollywood Shop, une boutique qui était située au rez-de-chaussée, à la sortie du restaurant Planet Hollywood.

### Autres
- Never Land Club Children’s Theater, la garderie du Festival Disney (ouverte de 17 h à minuit), fermée en juin 1993 ;
- L'office de tourisme a été déplacé devant la gare TGV.

## Logos

Logo de Festival Disney
Logo de Disney Village de 1996 à 2002
Logo de Disney Village depuis 2002